# Henri Alexis Brialmont
Henri Alexis Brialmont (Maagdenberg, 25 maggio 1821 – Saint-Josse-ten-Noode, 21 luglio 1903) è stato un generale e ingegnere belga.
È famoso per la progettazione e la realizzazione del Forte Shinkakasa, delle linee di difesa delle città belghe di Anversa, di Liegi e di Namur.

## Biografia
Henri-Alexis Brialmont nacque a Venlo, nel Limburgo olandese figlio primogenito di Laurent Mathieu Brialmont (1789-1885), di origine franco-belga, che nel 1821 era tenente dell'esercito olandese, ma sarebbe poi diventato, in Belgio, prima generale (1849) poi ministro della guerra (1850-1851).
Henri Brialmont fu educato alla scuola militare di Bruxelles, entrò nell'esercito come sottotenente nel corpo ingegneri nel 1843, e divenne tenente nel 1847.
Dal 1847 al 1850 fu segretario particolare del ministro della guerra, il generale barone Chazal.
Nel 1855 entrò nello Stato Maggiore, divenne maggiore nel 1861, tenente colonnello 1864, colonnello nel 1868 e maggior generale nel 1874.
Con questo grado ricoprì dapprima la carica di direttore delle fortificazioni nel distretto di Anversa (dicembre 1874) e nove mesi più tardi divenne ispettore generale delle fortificazioni e del Corpo degli Ingegneri.
Nel 1877, infine, assunse il grado di luogotenente generale.
Nel 1883 Andò in Romania dove sovraintese alle fortificazioni di Bucarest.
Tornò in Belgio nel 1884 dove riprese il suo comando della piazza di Anversa.
Andò in pensione nel 1886 ma rimase in attività come supervisore delle fortificazioni di Bucarest e delle difese del da poco indipendente stato greco.

## Pubblicazioni
- Oeuvres militaires de Simon Stevin, Brussel, 1846.
- Notice sur la conservation des poudres de guerre, in: Annales des Travaux publics de Belgique, 1849.
- Éloge de la guerre ou réfutation des doctrines des Amis de la paix, 1850.
- Histoire critique des négociations relatives au Traité du 11 décembre 1831, prescrivant la démolition des forteresses, in: Le Spectateur militaire, 1850.
- De l'armée et de la situation financière, 1850.
- De la guerre, de l'armée et de la garde civique, 1850.
- Faut-il fortifier Bruxelles? Réfutation de quelques idées sur la défense des Etats, par un officier du génie, 1850.
- Réponse d'un officier du génie à M. Vande Velde, pour faire suite à l'ouvrage intitulé : « Faut-il fortifier Bruxelles?, 1850. * Précis d'art militaire (publications de l'Encyclopédie militaire), 4 volumes, 1851.
- Considérations politiques et militaires sur la Belgique, 3 volumes, 1851-1852.
- Utilité de la marine militaire, 1853.
- Projet de réorganisation de la marine militaire belge, par un ancien officier du génie, 1855.
- Réflexions sur la marine militaire belge (1830–1835), 1855 (*).
- Défense du projet d'agrandissement général d'Anvers, présenté par MM. Keller et consorts, 1855.
- Histoire du duc de Wellington, 3 volumes, 1856-1857. - Translated in English.
- Résumé d'études sur les principes généraux de la fortification des grands pivots stratégiques. Application à la place d'Anvers, 1856.
- Défense de l'Escaut, 1856.
- De la fortification des grands pivots stratégiques. Réponse au colonel Augoyat, 1857.
- Agrandissement général d'Anvers. Réfutation des critiques dont le projet de grande enceinte a été l'objet, 1858.
- Réponse à une note de M. Eenens. De l'emploi de l'artillerie aux travaux de défrichement (Académie royale de Belgique, t. XVI), 1859.
- La vérité sur la question d'Anvers par le général Bonsens, 1859.
- Manifestation du peuple belge en 1860.
- Système de défense de l'Angleterre. Observation critique sur la commission d'enquête nommée en 1859, 1860 (*).
- Complément de l'oeuvre de 1830. Etablissements à créer dans les pays transatlantiques, 1860.
- Réorganisation de la marine nationale en Belgique, 1860.
- Question des canons. Réponse A M. Féréol-Fourcault, par le capitaine Gargousse, 1861.
- Le système cellulaire et la colonisation pénale. Réponse à M. E. Ducpétiaux, in: Revue britannique, 1861.
- Marine militaire. Nouvelles considérations sur l'utilité d'une marine militaire, 1861.
- Étude sur la défense des États et sur la fortification, 3 volumes, 1863.
- Les nouvelles fortifications d'Anvers. Réponse aux critiques de Mangonneau, ancien ingénieur, 1863 (*).
- La guerre du Schleswig, envisagée au point de vue belge, 1864.
- Le corps belge au Mexique. Considérations en faveur de l'organisation de ce corps, par un officier d'état-major, 1864.
- Réflexions d'un soldat sur les dangers qui menacent la Belgique. Réponse à M. Dechamps, ministre d'État, 1865.
- Réponse au pamphlet: « Anvers et M. Brialmont, avec plan de la position d'Anvers », 1865.
- La Belgique doit armer, 1866.
- Réorganisation du système militaire de la Belgique, par un officier supérieur, 1866.
- Considérations sur la réorganisation de l'armée. Justification du quadrilatère. Le volontarisme jugé au point de vue belge, etc., 1866.
- Étude sur l'organisation des armées, et particulièrement de l'armée belge, 1867.
- Utilité de la citadelle du Nord, 1868.
- Traité de fortification polygonale, 2 volumes, 1869.
- La fortification polygonale et les nouvelles fortifications d'Anvers. Réponse aux critiques de MM. Prévost et Cosseron de Villenoisy, 1869.
- La fortification polygonale jugée par le général Tripier, in: Revue militaire française, 1870.
- Observations critiques sur l'enseignement de la fortification à l'École militaire de Bruxelles, 1870.
- Le service obligatoire en Belgique, par un colonel de l'armée, 1871.
- Réponse aux adversaires du service obligatoire, par un colonel de l'armée, 1871.
- La vérité sur la situation militaire de la Belgique en 1871.
- Ce que vaut la garde civique. Étude sur la situation militaire du pays, 1871.
- Projet de réorganisation de l'infanterie belge. Conférence donnée à MM. les officiers du corps d'état-major le 6 février Ì871.
- Le service obligatoire. Réponse à MM. Frère-Orban et Hymans, 1872.
- L'armée, la presse et les partis en Belgique. Lettre adressée à la « Belgique militaire », 2e édition, revue et corrigée, 1872.
- La fortification à fossés secs, 2 volumes, 1872.
- La fortification improvisée, 2e édition, revue et augmentée, 1872.
- Étude sur la fortification des capitales et l'investissement des camps retranchés, 1873.
- Le service obligatoire et le remplacement; erreurs, mensonges et vérités. Bases d'un projet de loi sur la milice, 1873.
- Les adversaires du service obligatoire mis au pied du mur, 1873.
- Imprévoyance et impérities, in: La Belgique militaire, 1873.
- Le remplacement par l'État, dernière planche de salut des adversaires du service obligatoire, 1873.
- Situation politique et militaire des petits États et particulièrement de la Belgique, 1874.
- La vérité sur le remplacement militaire et le service personnel, 1874.
- L'Angleterre et les petits États à la Conférence de Bruxelles, par le général T., 1875.
- Causes et effets de l'accroissement successif des armées permanentes, 1876.
- La défense des États et les camps retranchés, 1876.
- Symptôme de décadence à propos de la question de la défense nationale, 1876.
- La fortification du champ de bataille, 1878.
- Manuel des fortifications de campagne, 1879.
- Étude sur la formation de combat de l'infanterie, l'attaque et la défense des positions et des retranchements, 1880.
- La tactique de combat des trois armes, 2 volumes, 1881.
- La situation militaire de la Belgique, 1882.
- Le général comte de Todleben. Sa vie et ses travaux, 1884.
- Le général de Blois. Sa vie et ses ouvrages, 1885.
- La fortification du temps présent, 2 volumes, 1885.
- Les fortifications de la Meuse, 1887.
- M. Frère et les travaux de la Meuse, 1887.
- Les fortifications de la Meuse. Réponse au colonel Crousse, 1887.
- Réponse aux objections de M. le général Chazal, contre les fortifications de la Meuse, 1887.
- L'influence du tir plongeant et des obus torpilles sur la fortification, 1890.
- Situation actuelle de la fortification. Idées et tendances de la nouvelle école, 1890.
- La fortification de l'avenir, d'après les auteurs anglais, 1890.
- Notice sur le général Liagre, in: Annuaire de l'Académie, 1892.
- Étude sur l'infanterie légère, l'organisation et l'emploi des troupes du génie, 1893.
- Ce que Bazaine a fait à Metz, in: Revue internationale de Dresde, 1893.
- Notice sur Henri Maus, in: Annuaire de l'Académie, 1895.
- La défense des États et la fortification de la fin du XIXe siècle, 1895.
- La défense des côtes et les têtes de pont permanentes, 1896.
- Progrès de la défense des États et de la fortification depuis Vauban, 1898.
- Affaiblissement de la place d'Anvers, projet du Gouvernement, 1900.
- Notice sur Emile Banning, in: Annuaire de l'Académie, 1901.
- Agrandissement d'Anvers. Critique des résolutions de la sous-commission militaire, 1901.
- Anvers et Termonde. Critique des résolutions de la commission mixte, 1901.
- Organisation et composition des troupes du génie et de l'état-major de cette arme, 1901.